# Burgo (Muras)
Burgo (llamada oficialmente Santa María do Burgo)  es una parroquia española del municipio de Muras, en la provincia de Lugo, Galicia.

## Otras denominaciones
La parroquia también es conocida por el nombre de Santa María de Burgo.

## Organización territorial
La parroquia está formada por veintinueve entidades de población, constando veintisiete de ellas en el nomenclátor del Instituto Nacional de Estadística español:

### Entidades de población
Entidades de población que forman parte de la parroquia:
- Agreste
- Armada (A Armada)
- Barral (O Barral)
- Cal do Baño
- Carelle (Carelle Grande)
- Carracedo
- Castiñeira (Castiñeiras)
- Folgueiras (As Folgueiras)
- Goibetas
- Inciñán
- Maciñeira (A Maciñeira Pequena)
- Outeiro (O Outeiro)
- Porto do Río
- Rúa (A Rúa)
- Sanguñedo
- Seilán
- Seixo (O Seixo)
- Serra (A Serra)
- Suarriba
- Veira do Río (Beira do Río)
- Vilavella (Vila Vella)

### Despoblados
Despoblados que forman parte de la parroquia:
- Baamonde
- Batán (O Batán)
- Cabeceira (A Cabeceira)
- Carregal (O Carregal)
- Casanova (A Casanova)
- Fragarrara
- Panceira (A Panceira)
- Reboiras (As Reboiras)

## Demografía
| Gráfica de evolución demográfica de Burgo entre 2000 y 2020 |
|                                                             |
| Datos según el nomenclátor publicado por el INE.            |